# NGC 945
NGC 945 é uma galáxia espiral barrada (SBc) localizada na direcção da constelação de Cetus. Possui uma declinação de -10° 32' 20" e uma ascensão recta de 2 horas, 28 minutos e 37,2 segundos.
A galáxia NGC 945 foi descoberta em 28 de Novembro de 1785 por William Herschel.